# Culture ryukyuane

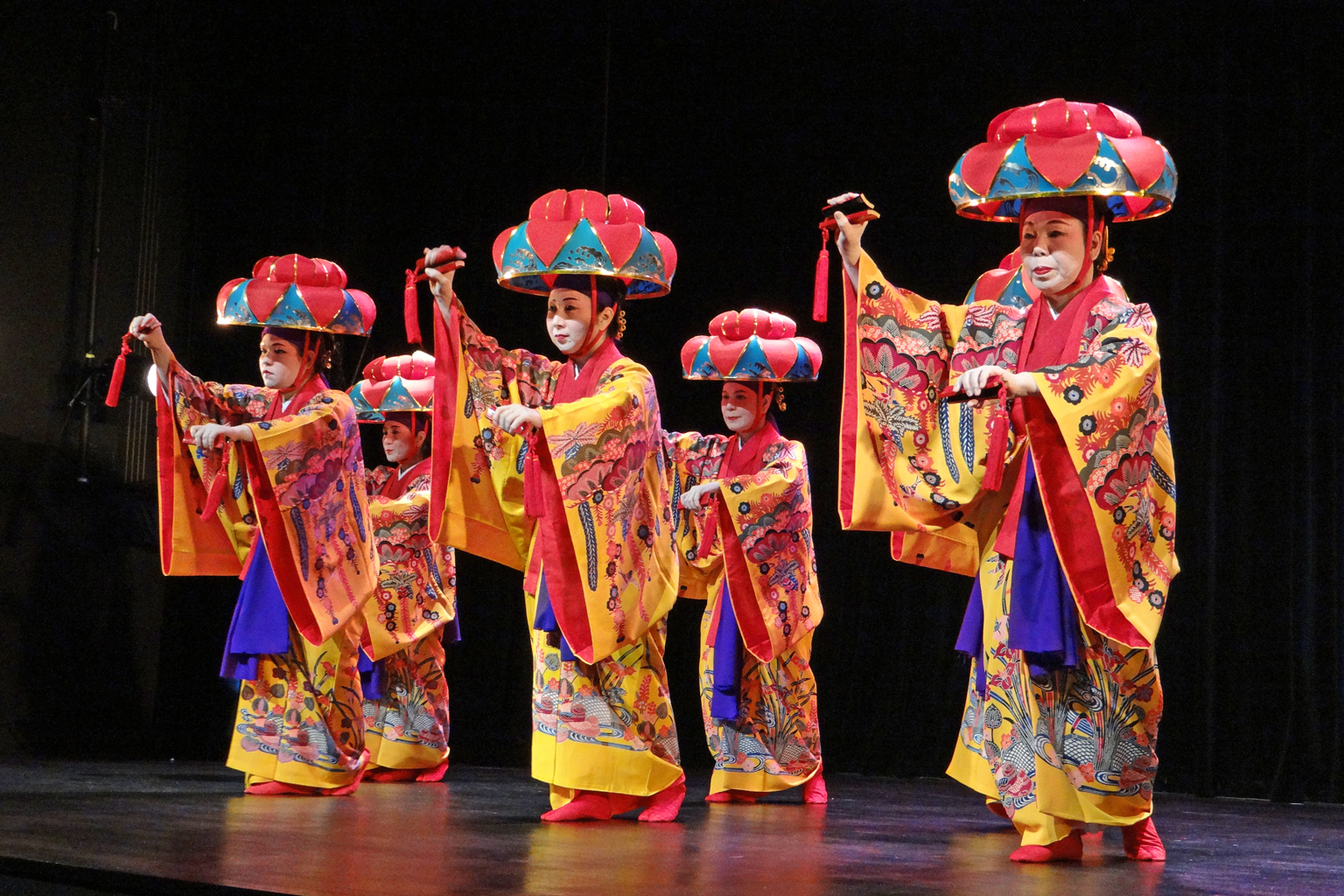
Danses d'Okinawa

Sceau royal de Ryūkyū

La culture ryukyuane est l'ensemble des coutumes et mœurs sociales qui ont vu le jour dans l'archipel Ryūkyū. Elle est propre aux Ryukyuans, la population indigène des îles Ryūkyū. La culture ryukyuane partage sur différents aspects des ressemblances avec les cultures chinoise, coréenne et plus particulièrement avec celle japonaise bien qu'elle se caractérise par des traits qui lui sont propres. Les échanges commerciaux et culturels avec les pays de l'Extrême-Orient qui ont enrichi la civilisation ryukyuane ont contribué à l’existence de cette culture peu connue en Occident. L'assimilation progressive du peuple ryūkyū au peuple yamato remet en cause les arts populaires et les traditions partout dans l'archipel.

## Langues, peuple et histoire

### Langues
Il n'y a pas une langue sur l'archipel Ryūkyū mais des langues. Les langues ryūkyū sont un groupe de langues et de dialectes qui ne sont pas forcément intelligibles entre eux : elles sont classées dans le groupe linguistique de langues japoniques. Ces langues partagent les mêmes systèmes d'écriture, à savoir, les sinogrammes appelés kanji, les katakana et les hiragana. L'okinawaïen central parlé sur l'île homonyme reste la norme standard et unificatrice de ces langues.

## Traditions

### Religions et croyances
- Shintoïsme ryukyuan (琉球神道, ryūkyū shintō, litt. « la voie des dieux des Ryūkyū » ou « la voie du divin des Ryūkyū »), le shintoïsme ryukyuan.
- Utaki (御嶽?), endroit sacré dédié au ryūkyū shintō.
- Amami-Kiyu (阿摩美久 ou 阿摩彌姑, japonais : Amanikiyu ; okinawaïen : Amanchuu) déesse créatrice des îles Ryūkyū.

### Symbole
- Drapeau du Royame de Ryūkyū
- Drapeau de la préfecture d'Okinawa
- Drapeau de la préfecture de Kagoshima

### Folklore
- Les angama sont des êtres particuliers qui dansent et frappent des gongs durant la nuit.
- Les Kijimuna sont des yokai du folklore ryukyuan.

### Style vestimentaire
Les bingata (紅型)(okinawaïen : びんがた, bingata ; litt. « habit rouge ») sont des vêtements colorés présentant un motif chargé de motifs de nature répétitifs tels que les poissons, les fleurs et la faune dans un certain nombre de couleurs vives.

## Cuisine
- Cuisine d'Okinawa

### Boissons

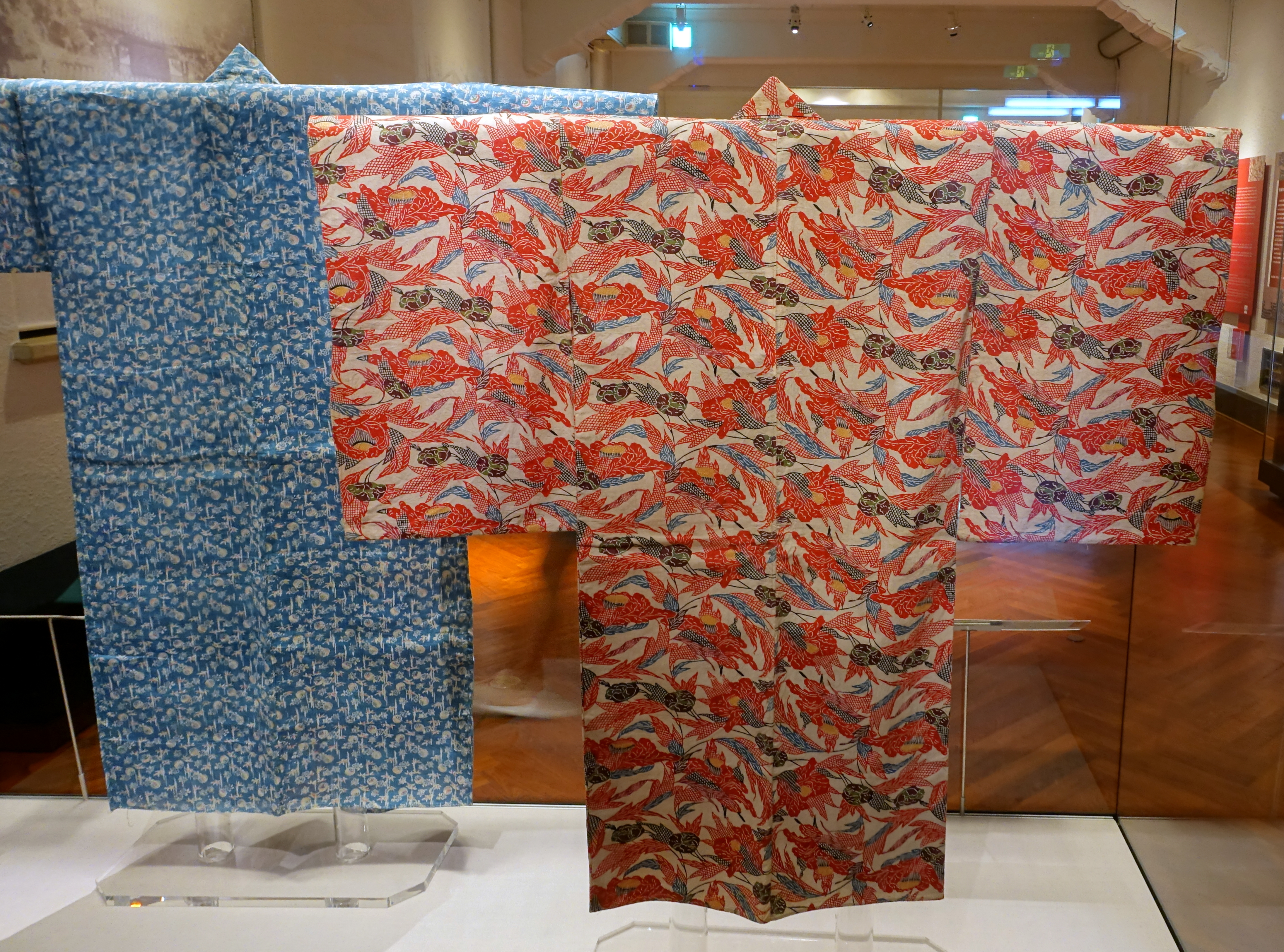
Motifs de bingata

L'Awamori (泡盛) (okinawaïen : アームイ, āmui) est une boisson alcoolisée fabriquée par la distillation de riz, de levure et de Aspergillus luchuensis avec un taux de degrés d'alcool de 30°.

## Santé

### Activités physiques

#### Art martiaux

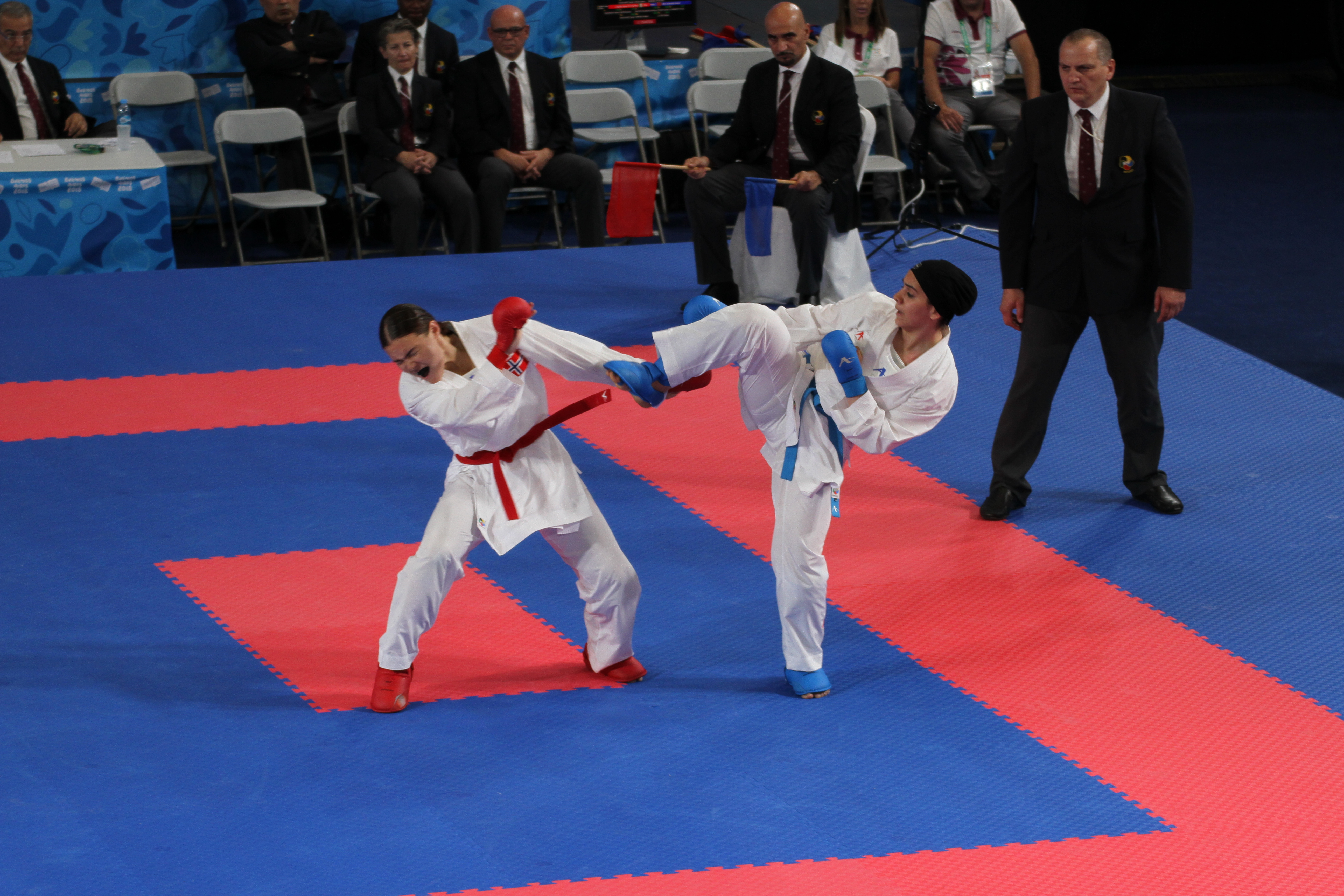
Combat de karaté en 2018

- Karaté (空道, karate-dō?), art martial originaire du royaume de Ryūkyū, un ancien royaume indépendant, annexé par le Japon en 1879 (invasion de Ryūkyū).
- Kobudō (古武道?), art martial issu de l'archipel d'Okinawa.
- Ryūkyū kobujutsu (琉球古武術?) (りゅうきゅうこぶじゅつ), art martial avec un arc-à-flèche.

## Vie sociale

### Naissance

#### Nom
L'aristocratie du Royaume de Ryūkyū avait la tradition de choisir un nom et un prénom japonais et chinois accolés l'un à côté de l'autre. Par exemple ; nom japonais : Tamagusuku Chōkun (玉城 朝薫) ; nom chinois : Shō Juyū (向受祐).

### Décès
- Kamekô-baka (亀甲墓, Kamekô-baka?), crypte familiale.
- Fūsō (風葬?), les funérailles au vent, rite funéraire de l'île de Tokuno interdit depuis le début du XXe siècle. Les dépouilles étaient abandonnées et le vent les dispersaient.

## Arts du spectacle

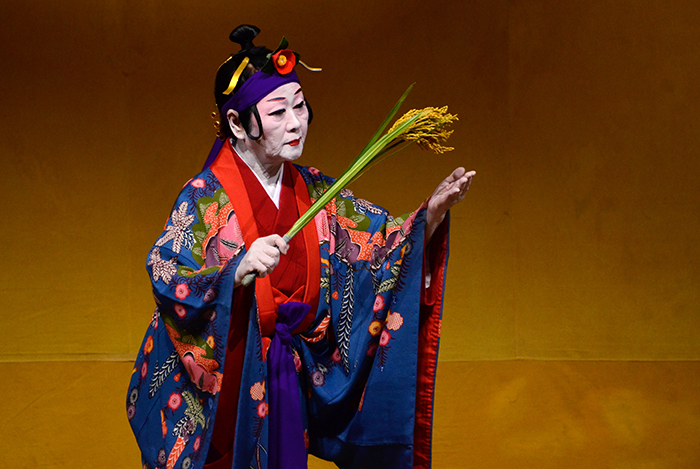
Un acteur de Kumi Odori en 2011

### Danses
Le Kumi Odori (組踊)(okinawaïen : kumi wudui), danse narrative traditionnelle.

#### Festivals
- Le Festival Eisa d'Okinawa (沖縄エイサーまつり), art du spectacle durant la première semaine après l'O bon (お盆?) du calendrier lunaire.Une récitation d'Uzagaku

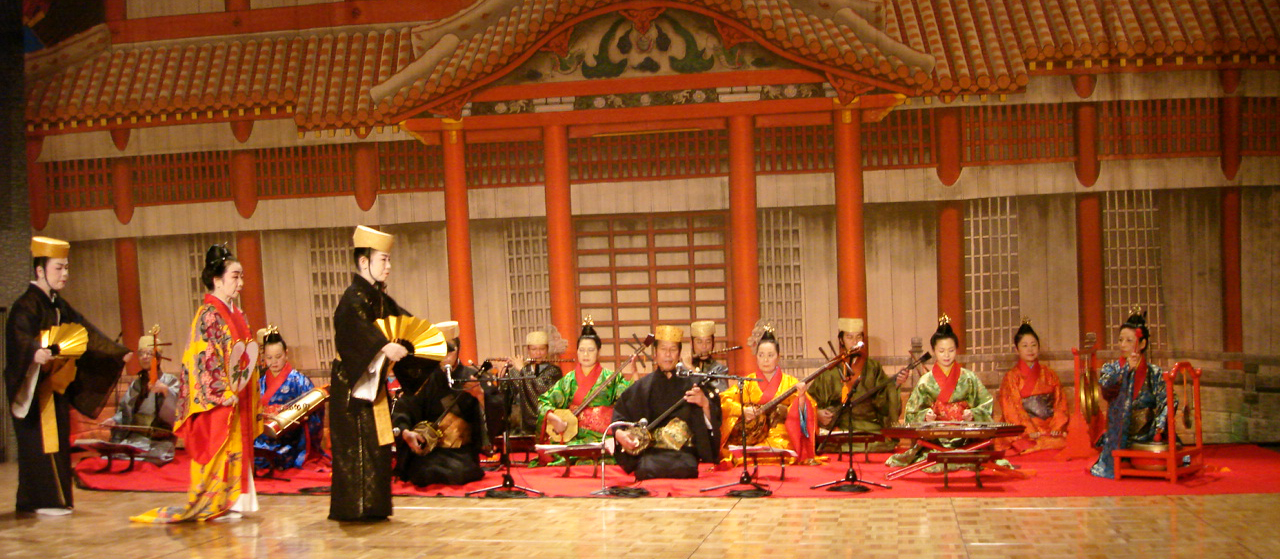
Une récitation d'Uzagaku

### Musiques et poèmes
- Omoro Sōshi (おもろさうし), compilation d'anciens poèmes et chansons d'Okinawa et des îles Anami.
- Shimauta (島唄?)(« chant des îles »), musiques traditionnelles relatant la vie des peuples ruraux d'Okinawa.
- Uzagaku (御座楽), musique de cour du Royaume de Ryūkyū.

### Festivals
Yukka nu hii (okinawaïen : 四日ぬ日 ou 四日の日, ユッカヌヒー) est un festival annuel des îles Ryūkyū autour des traditionnelles courses haarii de bateaux-dragons.

### Instruments de musique
Le Sanshin (三線, litt. « trois cordes ») est un instrument à cordes pincées utilisé pour accompagner les chants traditionnels. Le Sanba (三板) est un instrument de musique à percussion des îles Ryūkyū.

## Patrimoine
- Sites gusuku et biens culturels associés du royaume de Ryūkyū.
- Château de Shuri (首里城, Shuri-jō?), château médiéval situé dans la ville de Naha, anciennement appelée Shuri.

## Personnalités originaires des îles Ryūkyū

### Sport
- Gichin Funakoshi (船越 義珍 Funakoshi Gichin) (1868 - 1957), il est le fondateur d'une variante du karaté, le Shōtōkan-Ryu
- Akinobu Hiranaka (boxe)
- Katsuo Tokashiki (boxe)
- Daigo Higa (boxe)
- Ai Miyazato (golf)
- Nagisa Arakaki (baseball)
- Hideki Irabu (baseball)
- Yukiya Arashiro (bicycle racer)
- Kazuki Ganaha (football)
- Yoko Gushiken (boxe)

### Musique
- Begin
- Chitose Hajime
- Cocco
- Da Pump
- High and Mighty Color
- MAX
- Mongol800
- Nēnēs (ネーネーズ) est un groupe de quatre chanteuses de musique traditionnelle japonaise et ryukyuane créé en 1990 et originaire d'Okinawa. Nēnēs signifie sœurs en en okinawanais.
- Namie Amuro
- Orange Range
- Stereopony

### Aux États-Unis d'Amérique
- David Ige (gouverneur de l'État de Hawaï)
- Ethel Azama (chanteuse)
- Jake Shimabukuro (joueur de ukulélé)
- Michael S. Nakamura (Nakandakari) (chef de la police de Hawaï)
- Ryan Higa (Youtuber)
- Yeiki Kobashigawa (soldat à la U.S. Navy)
- Yoshi Oyakawa (athlète olympique médaille d'or en compétition de natation)

## Personnages historiques
- Tamagusuku Chōkun (玉城 朝薫?), 11 septembre 1684 - 1er mars 1734, fonctionnaire du Royaume de Ryūkyū.
- Shō Hashi (尚巴志) (1371–1439, r. 1422–1439), premier souverain du royaume de Ryūkyū
- Shō Tai (尚泰?), dernier souverain du Royaume de Ryūkyū.

## Animaux autochtones des îles Ryūkyū
- Le ryūkyū Inu (琉球犬 Ryukyu-inu?, litt. « chien des Ryūkyū ») est une race de chiens japonais originaire de l'archipel Ryūkyū.
- Le miyako (宮古馬, Miyako-uma?, litt. « cheval de Miyako ») est une race de petits chevaux japonais, propre à l'île Miyako.
- Le yonaguni (与那国馬, Yonaguni-uma?, litt. « cheval de Yonaguni ») est une race de petits chevaux japonaise, propre à l'île Yonaguni.
- Le pic d'Okinawa (Dendrocopos noguchii ; ノグチゲラ) est une espèce d'oiseaux de la famille des picidés endémique à Okinawa.
- Le râle d'Okinawa (Gallirallus okinawae) est une espèce d'oiseaux de la famille des Rallidae endémique à Okinawa.
- Le lapin des îles Amami (Pentalagus furnessi), seul espèce de lapin du genre Pentalagus qui ne se retrouve que sur les îles Amami Ō-shima et Tokuno-shima.
- Le habu (ハブ) est un serpent venimeux mortel pour l'homme endémique aux îles Ryūkyū.
- Chat d'Iriomote (Prionailurus bengalensis iriomotensis, anciennement Prionailurus iriomotensis), une sous-espèce de Chat-léopard, endémique de l'île d'Iriomote.